# 圆枝多核果
圆枝多核果（学名：Pyrenocarpa teretis）为桃金娘科多核果属下的一个种。